# Liste des maires de Plougastel-Daoulas
La liste des maires de Plougastel-Daoulas présente la liste des maires de la commune française de Plougastel-Daoulas, située dans le département du Finistère en région Bretagne.

## La mairie

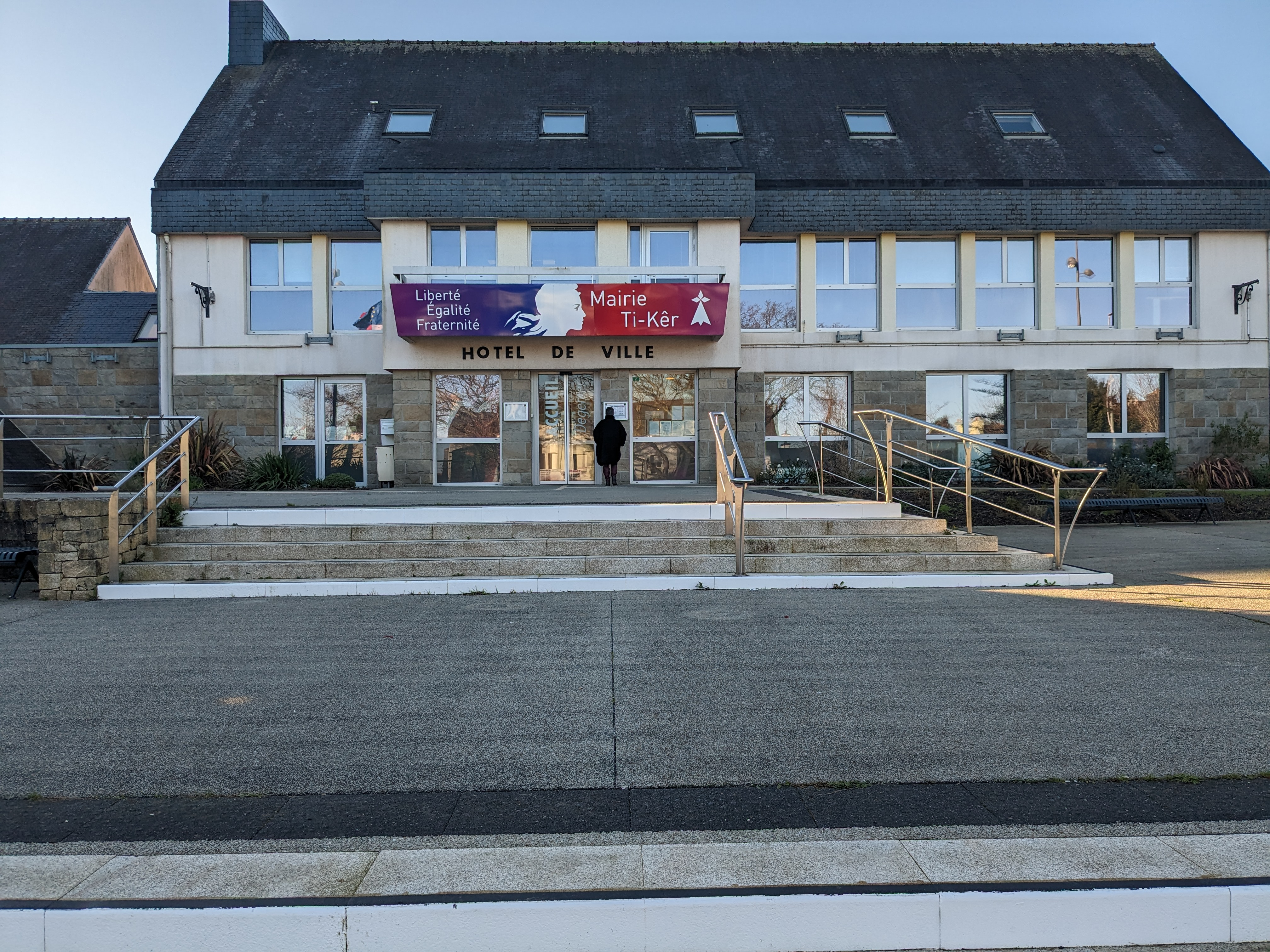
La mairie.

## Liste des maires

### Entre 1790 et 1944
| Période           | Période           | Identité                        | Étiquette    | Qualité |
| ----------------- | ----------------- | ------------------------------- | ------------ | --- |
| février 1790      |                   | François Aubert de Courserac    |              | Chef d'escadre.                                                                                            |
| 9 janvier 1791    | 1792              | Allain Rolland                  |              | |
| 18 mars 1792      | 1792              | Jucondin Corre                  |              | |
| 23 décembre 1792  | 1792              | Claude Rolland                  |              | |
| 25 décembre 1792  | 1793              | Jean Le Bot                     |              | |
| 24 février 1793   | 1795              | Allain Rolland                  |              | |
| 12 avril 1795     | 1798              | Yves Pérès                      |              | Cultivateur à Kererault - Expert foncier - Président de l'assemblée du canton de Daoulas à la même période |
| 31 décembre 1798  |                   | Louis Marie Le Bris             |              | Notaire.                                                                                                   |
| 16 février 1808   |                   | Guillaume Gourvès               |              | |
| 11 juin 1816      | 1821              | Étienne Lefebvre de La Paquerie |              | Propriétaire à Kerérault.                                                                                  |
| 9 décembre 1821   | 1836              | Louis Nicolas Picaud            |              | Notaire.                                                                                                   |
| octobre 1838      |                   | Étienne Lefebvre de La Paquerie |              | Déjà maire entre 1816 et 1821.                                                                             |
| 30 mars 1848      |                   | Jean Aimé Paul Testard          |              | Médecin.                                                                                                   |
| 20 août 1848      |                   | Étienne Lefebvre de La Paquerie |              | Déjà maire ente 1816 et 1821 et en 1838.                                                                   |
| 8 septembre 1850  | 1858              | Louis Picaud                    |              | Notaire. Fils de Louis Nicolas Picaud, maire entre 1821 et 1836.                                           |
| 1858              | septembre 1870    | René Marie Goubin               |              | Négociant. Propriétaire à Brest Conseiller général de Daoulas (1848 → 1874)                                |
| 10 septembre 1870 | 1871              | Louis Aimé Picaud               |              | Notaire. Fils de Louis Picaud, maire entre 1850 et 1858.                                                   |
| 1871              | 1878              | René Marie Goubin               |              | Propriétaire à Brest Conseiller général de Daoulas (1848 → 1874)                                           |
| 1878              | 1884              | Louis Aimé Picaud               | Républicain  | Déjà maire entre 1870 et 1871. Conseiller général de Daoulas (1880 → 1886)                                 |
| juin 1884         | juin 1901         | Théophile Nicolle               |              | Négociant.                                                                                                 |
| 18 août 1901      | 1913              | Louis Nicolle                   |              | Négociant. Cousin de Théophile Nicolle, maire précédent.                                                   |
| 8 mai 1913        | 16 mars 1939      | Mathurin Thomas,                | Conservateur | Agriculteur, vice-président de la Chambre d'agriculture Adjoint au maire (1898 → 1913) Décédé en fonction  |
| 21 mai 1939       | juillet 1941      | François Guivarc'h              |              | Ancien capitaine au long cours, ancien adjoint au maire                                                    |
| 13 juillet 1941   | février 1943      | Corentin Le Goff                | DVD          | Notaire. À nouveau maire entre 1945 et 1947. Chevalier de la Légion d'honneur. Croix de Guerre             |
| 23 février 1943   | 23 septembre 1944 | Jean Fournier                   | DVD          | Négociant. À nouveau maire entre 1947 et 1961.                                                             |

### Depuis 1944
Depuis la Libération, neuf maires se sont succédé à la tête de la commune.
| Période           | Période                      | Identité          | Étiquette   | Qualité |
| ----------------- | ---------------------------- | ----------------- | ----------- | --- |
| 23 septembre 1944 | 18 mai 1945                  | Jean Gouez        | DVG         | Médecin. Chevalier de la Légion d'honneur. |
| 18 mai 1945       | 21 octobre 1947              | Corentin Le Goff  | DVD         | Notaire. Déjà maire entre 1941 et 1943. |
| 21 octobre 1947   | 9 juillet 1961               | Jean Fournier     | DVD         | Commerçant. Déjà maire en 1943-1944. Décédé en fonction |
| 5 août 1961       | 27 mars 1971                 | François Kervella | DVD         | Cultivateur. Maire honoraire (1980) |
| 27 mars 1971      | 26 mars 1977                 | Joseph Malléjac   | CD puis UDF | Cultivateur. Fondateur et président de la coopérative La Presqu'île en 1960, puis de Savéol en 1981. Conseiller général de Daoulas (1967 → 1992). Il fit adhérer Plougastel à la Communauté urbaine de Brest                                             |
| 26 mars 1977      | 5 février 1986               | André Kervella    | DVD         | Professeur de techniques économiques Démissionnaire. Parti vivre à Montréal (Québec). |
| 18 avril 1986     | 19 mars 1989                 | Joël Jullien      | DVD         | Directeur de maison de retraite, ancien pilote de chasse |
| 19 mars 1989      | 25 mars 2001                 | André Le Gac      | DVG         | Professeur d'anglais et de breton Conseiller général de Daoulas (1992 → 2011) Suppléant du député Kofi Yamgnane (1997 → 2002). S'est à nouveau présenté à la tête d'une liste "verte et rouge" lors des élections municipales de 2020, mais sans succès. |
| 25 mars 2001      | En cours (au 4 juillet 2020) | Dominique Cap     | DVD-LR      | Chargé de mission 4e vice-président de Brest Métropole (2018 → ) Président de l'AMF 29 (2014 → ) Réélu pour le mandat 2020-2026 |

## Conseil municipal actuel
Les 33 sièges composant le conseil municipal ont été pourvus le 28 juin 2020 à l'issue du second tour. Actuellement, il est réparti comme suit :

## Résultats des élections municipales

### Élection municipale de 2020
|                                                           |                 |             |              |              |             |             |        |        |
| Tête de liste                                             | Tête de liste   | Liste       | Premier tour | Premier tour | Second tour | Second tour | Sièges | Sièges |
| Tête de liste                                             | Tête de liste   | Liste       | Voix         | %            | Voix        | %           | CM     | CC     |
|                                                           | Dominique Cap * | DVD         | 2 134        | 42,24        | 2 409       | 46,68       | 25     | 5      |
| Plougastel, on l’aime !                                   |                 |             | 2 134        | 42,24        | 2 409       | 46,68       | 25     | 5      |
|                                                           | David Moan      | DVG-PS      | 1 713        | 33,91        | 2 235       | 43,31       | 7      | 1      |
| Ensemble pour Plougastel                                  |                 |             | 1 713        | 33,91        | 2 235       | 43,31       | 7      | 1      |
|                                                           | Stéphane Péron  | LREM        | 620          | 12,27        | 516         | 10,00       | 1      | 0      |
| Plougastel, nouveau souffle - Avel nevez evit Plougastell |                 |             | 620          | 12,27        | 516         | 10,00       | 1      | 0      |
|                                                           | Gilles Grall    | DVC         | 584          | 11,56        |             |             |        |        |
| Bien vivre Plougastel                                     |                 |             | 584          | 11,56        |             |             |        |        |
|                                                           |                 |             |              |              |             |             |        |        |
| Inscrits                                                  | Inscrits        | Inscrits    | 10 860       | 100,00       | 10 867      | 100,00      |        |        |
| Abstentions                                               | Abstentions     | Abstentions | 5 699        | 52,48        | 5 608       | 51,61       |        |        |
| Votants                                                   | Votants         | Votants     | 5 161        | 47,52        | 5 259       | 48,39       |        |        |
| Blancs                                                    | Blancs          | Blancs      | 40           | 0,78         | 59          | 1,12        |        |        |
| Nuls                                                      | Nuls            | Nuls        | 70           | 1,36         | 40          | 0,76        |        |        |
| Exprimés                                                  | Exprimés        | Exprimés    | 5 051        | 97,87        | 5 160       | 98,12       |        |        |
| * Liste du maire sortant                                  |                 |             |              |              |             |             |        |        |

### Élection municipale de 2014
|                               |                   |                |              |              |        |        |  |  |
| Tête de liste                 | Tête de liste     | Liste          | Premier tour | Premier tour | Sièges | Sièges |  |  |
| Tête de liste                 | Tête de liste     | Liste          | Voix         | %            | CM     | CC     |  |  |
|                               | Dominique Cap *   | DVD            | 3 408        | 50,37        | 25     | 6      |  |  |
| Plougastel en action          |                   |                | 3 408        | 50,37        | 25     | 6      |  |  |
|                               | Gisèle Le Guennec | DVG            | 2 014        | 29,77        | 5      | 1      |  |  |
| Plougastel à venir            |                   |                | 2 014        | 29,77        | 5      | 1      |  |  |
|                               | Claire Malléjac   | PS-EELV-FG     | 1 343        | 19,85        | 3      | 0      |  |  |
| Vivons Plougastel intensément |                   |                | 1 343        | 19,85        | 3      | 0      |  |  |
|                               |                   |                |              |              |        |        |  |  |
| Inscrits                      | Inscrits          | Inscrits       | 10 609       | 100,00       |        |        |  |  |
| Abstentions                   | Abstentions       | Abstentions    | 3 666        | 34,56        |        |        |  |  |
| Votants                       | Votants           | Votants        | 6 943        | 65,44        |        |        |  |  |
| Blancs et nuls                | Blancs et nuls    | Blancs et nuls | 178          | 2,56         |        |        |  |  |
| Exprimés                      | Exprimés          | Exprimés       | 6 765        | 97,44        |        |        |  |  |
| * Liste du maire sortant      |                   |                |              |              |        |        |  |  |

### Élection municipale de 2008
| |                    |                |              |              |             |             |        |        |
| Tête de liste                                                                                            | Tête de liste      | Liste          | Premier tour | Premier tour | Second tour | Second tour | Sièges | Sièges |
| Tête de liste                                                                                            | Tête de liste      | Liste          | Voix         | %            | Voix        | %           | CM     |        |
| | Dominique Cap *    | UMP-DVD        | 2 979        | 42,62        | 3 910       | 53,76       | 26     |        |
| Plougastel naturellement                                                                                 |                    |                | 2 979        | 42,62        | 3 910       | 53,76       | 26     |        |
| | André Le Gac       | DVG-PS (UG)    | 2 559        | 36,61        | 3 363       | 46,24       | 7      |        |
| Plougastel demain, union et dialogue (1er tour) Plougastel demain, union, dialogue et écologie (2d tour) |                    |                | 2 559        | 36,61        | 3 363       | 46,24       | 7      |        |
| | Philippe Le Tallec | Les Verts      | 851          | 12,18        | 3 363       | 46,24       | 7      |        |
| Solidarité écologie pour Plougastel                                                                      |                    |                | 851          | 12,18        | 3 363       | 46,24       | 7      |        |
| | Jean-Pierre Marc   | MoDem          | 600          | 8,58         |             |             |        |        |
| L'alternative pour Plougastel                                                                            |                    |                | 600          | 8,58         |             |             |        |        |
| |                    |                |              |              |             |             |        |        |
| Inscrits                                                                                                 | Inscrits           | Inscrits       | 10 080       | 100,00       | 10 080      | 100,00      |        |        |
| Abstentions                                                                                              | Abstentions        | Abstentions    | 2 973        | 29,49        | 2 645       | 26,24       |        |        |
| Votants                                                                                                  | Votants            | Votants        | 7 107        | 70,51        | 7 435       | 73,76       |        |        |
| Blancs ou nuls                                                                                           | Blancs ou nuls     | Blancs ou nuls | 118          | 1,66         | 162         | 2,18        |        |        |
| Exprimés                                                                                                 | Exprimés           | Exprimés       | 6 989        | 98,34        | 7 273       | 97,82       |        |        |
| * Liste du maire sortant                                                                                 |                    |                |              |              |             |             |        |        |

### Élection municipale de 2001
|                                     |                    |                |              |              |             |             |         |        |
| Tête de liste                       | Tête de liste      | Liste          | Premier tour | Premier tour | Second tour | Second tour | Sièges  | Sièges |
| Tête de liste                       | Tête de liste      | Liste          | Voix         | %            | Voix        | %           | CM      |        |
|                                     | André Le Gac *     | DVG-PS-LV (UG) | 2 271        | 35,91        | 2 892       | 43,04       | 7       |        |
| Plougastel, ensemble, passionnément |                    |                | 2 271        | 35,91        | 2 892       | 43,04       | 7       |        |
|                                     | Dominique Cap      | UDF-RPR (UD)   | 2 181        | 34,48        | 3 127       | 46,54       | 25      |        |
| Plougastel pour tous !              |                    |                | 2 181        | 34,48        | 3 127       | 46,54       | 25      |        |
|                                     | Robert Denis       | PS diss.       | 1 081        | 17,09        | 700         | 10,42       | 1       |        |
| Pour Plougastel                     |                    |                | 1 081        | 17,09        | 700         | 10,42       | 1       |        |
|                                     | Bernard de Cadenet | DVD            | 792          | 12,52        | Retrait     | Retrait     | Retrait |        |
| Identité Plougastel                 |                    |                | 792          | 12,52        | Retrait     | Retrait     | Retrait |        |
|                                     |                    |                |              |              |             |             |         |        |
| Inscrits                            | Inscrits           | Inscrits       | 9 326        | 100,00       | 9 324       | 100,00      |         |        |
| Abstentions                         | Abstentions        | Abstentions    | 2 863        | 30,70        | 2 475       | 26,54       |         |        |
| Votants                             | Votants            | Votants        | 6 463        | 69,30        | 6 849       | 73,46       |         |        |
| Blancs ou nuls                      | Blancs ou nuls     | Blancs ou nuls | 138          | 2,14         | 130         | 1,90        |         |        |
| Exprimés                            | Exprimés           | Exprimés       | 6 325        | 97,86        | 6 719       | 98,10       |         |        |
| * Liste du maire sortant            |                    |                |              |              |             |             |         |        |

### Élection municipale de 1995
|                                   |                       |                |              |              |        |        |  |  |
| Tête de liste                     | Tête de liste         | Liste          | Premier tour | Premier tour | Sièges | Sièges |  |  |
| Tête de liste                     | Tête de liste         | Liste          | Voix         | %            | CM     |        |  |  |
|                                   | André Le Gac *        | DVG (UG)       | 3 773        | 61,55        | 27     |        |  |  |
| 2001, couleurs Plougastel         |                       |                | 3 773        | 61,55        | 27     |        |  |  |
|                                   | Jean-Louis Le Léannec | DVD (UD)       | 2 356        | 38,44        | 6      |        |  |  |
| Les Plougastels confiants et unis |                       |                | 2 356        | 38,44        | 6      |        |  |  |
|                                   |                       |                |              |              |        |        |  |  |
| Inscrits                          | Inscrits              | Inscrits       | 8 706        | 100,00       |        |        |  |  |
| Abstentions                       | Abstentions           | Abstentions    | 2 440        | 28,03        |        |        |  |  |
| Votants                           | Votants               | Votants        | 6 266        | 71,97        |        |        |  |  |
| Blancs ou nuls                    | Blancs ou nuls        | Blancs ou nuls | 137          | 2,19         |        |        |  |  |
| Exprimés                          | Exprimés              | Exprimés       | 6 129        | 97,81        |        |        |  |  |
| * Liste du maire sortant          |                       |                |              |              |        |        |  |  |

### Élection municipale de 1989
|                                              |                |                        |              |              |             |             |         |        |
| Tête de liste                                | Tête de liste  | Liste                  | Premier tour | Premier tour | Second tour | Second tour | Sièges  | Sièges |
| Tête de liste                                | Tête de liste  | Liste                  | Voix         | %            | Voix        | %           | CM      |        |
|                                              | Joël Jullien * | DVD                    | 1 686        | 29,66        | 2 356       | 40,87       | 6       |        |
| Bon vent Plougastel                          |                |                        | 1 686        | 29,66        | 2 356       | 40,87       | 6       |        |
|                                              | André Le Gac   | Rénov.PCF-LV-DVG       | 1 332        | 23,43        | 3 409       | 59,13       | 27      |        |
| Vivre et décider ensemble pour Plougastel    |                |                        | 1 332        | 23,43        | 3 409       | 59,13       | 27      |        |
|                                              | Joseph Salaün  | PS-PCF-DVG (Maj.prés.) | 1 182        | 20,80        | 3 409       | 59,13       | 27      |        |
| Plougastel s'engage                          |                |                        | 1 182        | 20,80        | 3 409       | 59,13       | 27      |        |
|                                              | Hervé Floch    | DVD-RPR                | 1 034        | 18,19        | Retrait     | Retrait     | Retrait |        |
| Un choix pour l'avenir                       |                |                        | 1 034        | 18,19        | Retrait     | Retrait     | Retrait |        |
|                                              | Hervé Quintin  | SE                     | 450          | 7,92         |             |             |         |        |
| Union, gestion, indépendance pour Plougastel |                |                        | 450          | 7,92         |             |             |         |        |
|                                              |                |                        |              |              |             |             |         |        |
| Inscrits                                     | Inscrits       | Inscrits               | 8 031        | 100,00       | 8 031       | 100,00      |         |        |
| Abstentions                                  | Abstentions    | Abstentions            | 2 222        | 27,67        | 1 937       | 24,12       |         |        |
| Votants                                      | Votants        | Votants                | 5 809        | 72,33        | 6 094       | 75,88       |         |        |
| Blancs et nuls                               | Blancs et nuls | Blancs et nuls         | 125          | 1,55         | 329         | 4,09        |         |        |
| Exprimés                                     | Exprimés       | Exprimés               | 5 684        | 70,77        | 5 765       | 71,78       |         |        |
| * Liste du maire sortant                     |                |                        |              |              |             |             |         |        |

### Élection municipale de 1983
| |                   |             |              |              |             |             |         |        |
| Tête de liste                                                                                                 | Tête de liste     | Liste       | Premier tour | Premier tour | Second tour | Second tour | Sièges  | Sièges |
| Tête de liste                                                                                                 | Tête de liste     | Liste       | Voix         | %            | Voix        | %           | CM      |        |
| | André Kervella *  | DVD         | 2 035        | 36,33        | 2 674       | 51,59       | 22      |        |
| Essor et avenir de Plougastel                                                                                 |                   |             | 2 035        | 36,33        | 2 674       | 51,59       | 22      |        |
| | Joseph Malléjac   | UDF         | 1 372        | 24,49        | Retrait     | Retrait     | Retrait |        |
| Ensemble pour Plougastel                                                                                      |                   |             | 1 372        | 24,49        | Retrait     | Retrait     | Retrait |        |
| | François Brélivet | PS-DVG      | 870          | 15,53        | 1 449       | 27,96       | 4       |        |
| Mieux vivre à Plougastel (1er tour) Pour l'union de la gauche (2d tour)                                       |                   |             | 870          | 15,53        | 1 449       | 27,96       | 4       |        |
| | André Le Gac      | PCF         | 549          | 9,80         | 1 449       | 27,96       | 4       |        |
| Pour l'union de la gauche et le soutien à la majorité présidentielle pour mieux vivre et décider à Plougastel |                   |             | 549          | 9,80         | 1 449       | 27,96       | 4       |        |
| | Yves Toullec      | RPR         | 776          | 13,85        | 1 060       | 20,45       | 3       |        |
| Rassemblement pour Plougastel renouveau                                                                       |                   |             | 776          | 13,85        | 1 060       | 20,45       | 3       |        |
| |                   |             |              |              |             |             |         |        |
| Inscrits | Inscrits          | Inscrits    | 7 165        | 100,00       | 7 165       | 100,00      |         |        |
| Abstentions                                                                                                   | Abstentions       | Abstentions | 1 489        | 20,78        | 1 671       | 23,32       |         |        |
| Votants | Votants           | Votants     | 5 676        | 79,22        | 5 494       | 76,68       |         |        |
| Nuls | Nuls              | Nuls        | 74           | 1,03         | 311         | 4,34        |         |        |
| Exprimés | Exprimés          | Exprimés    | 5 602        | 78,18        | 5 183       | 72,34       |         |        |
| * Liste du maire sortant                                                                                      |                   |             |              |              |             |             |         |        |